# حلبی (روستا)
حلبی روستایی در ۱۹ کیلومتری شهرستان نقده است. این روستا از اشنویه ۲۲ کیلومتر فاصله دارد. مردم روستای حلبی به زبان کردی سورانی تکلم می‌کنند و مذهبشان سنی شافعی است. روستای حلبی یکی از روستاهای کهن منطقه می‌باشد که یکی از نشانەهای آن تپەایی بە نام گردی قلات در بالای روستا قرار دارد کە قدمت آن بە زمان ساسانیان برمیگردد.
شغل مردم روتا کشاورزی و دامداری میباشد.
 طبق سرشماری سال ۱۳۸۵ روستای حلبی با ۸۱ خانوار ۴۵۴ نفر جمعیت دارد.